# Erik Marklund (bibliotekarie)
Erik Marklund, född 4 april 1893 i Piteå, död 31 oktober 1959 i Göteborg, var en svensk bibliotekarie och bibliograf.
Han avlade filosofie licentiatexamen vid Uppsala universitet 1927 och anställdes därefter som amanuens vid Uppsala universitetsbibliotek. Han blev andre bibliotekarie vid Göteborgs stadsbibliotek 1931 och förste bibliotekarie vid Göteborgs universitetsbibliotek 1945. En betydande insats gjorde han som bibliograf, när han sammanställde den efter hans död utgivna när 700 sidor omfattande bibliografin Övre Norrland i litteraturen (utgiven som nummer 6 såväl i serien Skrifter utgivna av Vetenskapliga biblioteket i Umeå som i serien Acta Bibliotheca Universitatis Gothoburgensis) som noterade all tryckt litteratur rörande Norrbottens och Västerbottens län från äldsta tid fram till 1950, tillhopa över 9 000 titlar och som tog honom över tjugo år att sammanställa.